# Harbil
Harbil (franska: Harbil (CR), Harbil (Commune Rurale), arabiska: الويدان) är en kommun i Marocko.   Den ligger i prefekturen Marrakech och regionen Marrakech-Safi, i den centrala delen av landet, 270 km söder om huvudstaden Rabat. Antalet invånare är 17 007.